# Loeselia cordifolia
Loeselia cordifolia är en blågullsväxtart som beskrevs av William Botting Hemsley och Rose. Loeselia cordifolia ingår i släktet Loeselia och familjen blågullsväxter. Inga underarter finns listade i Catalogue of Life.